# Смит, Кэти
Кэтрин Мэй «Кэти» Смит (англ. Katherine May "Katie" Smith; род. 4 июня 1974 года в Ланкастере, штат Огайо, США) — американская профессиональная баскетболистка и тренер, которая выступала в американской баскетбольной лиге и женской национальной баскетбольной ассоциации и, набрав более 6000 очков, являлась в своё время вторым после Тины Томпсон по результативности игроком в истории ЖНБА. В 2011 году по итогам голосования среди болельщиков попала в число 15 лучших игроков в истории ЖНБА, а в 2016 году — в число 20 лучших. В настоящее время занимает должность ассистента Шерил Рив в команде «Миннесота Линкс». Член Зала славы баскетбола с 2018 года.

## Выступления в ЖНБА
С 1999 по 2003 года Смит выступала за клуб ЖНБА «Миннесота Линкс». 30 июня 2005 года она была обменяна вместе с правом выбора во втором раунде на драфте 2006 года в «Детройт Шок» на Чанди Джонс, Стэйси Томас и выбор в первом раунде на драфте 2006 года.
В 2006 году, став победительницей матча всех звёзд в составе команды Восточной конференции, она стала первой баскетболисткой в истории ЖНБА, игравшей на матче всех звёзд в победных составах как в команде Восточной, так и Западной конференции. В сезоне 2006 года она вместе с «Шок» стала чемпионкой ЖНБА, став единственной баскетболисткой, выигрывавшей чемпионский титул как в АБЛ, так и ЖНБА. В 2008 году она в составе Детройта выиграла ещё один чемпионский титул, а сама завоевала титул самого ценного игрока финала.
В марте 2010 года Смит в качестве свободного агента подписала контракт с «Вашингтон Мистикс».
29 апреля 2011 года Кэти в результате трёхстороннего обмена перешла в «Сиэтл Шторм». Во время матча всех звёзд ЖНБА 2011 года она была объявлена одной из 15 лучших игроков в истории ЖНБА. 11 сентября 2011 года она стала третей баскетболисткой, набравшей 6000 очков в матчах ЖНБА. В 2013 году она перешла в «Нью-Йорк Либерти» и по окончании сезона объявила о завершении своей игровой карьеры.
Начиная же с 2014 года она стала исполнять обязанность ассистента главного тренера «Либерти», сменив на этом посту Тадж Макуильямс-Франклин. В октябре 2017 года её повысили до главного тренера и в этой роли она проработала до конца сезона 2019 года. Однако, в 2020 году её контракт не продлили и она перешла в «Миннесоту Линкс» на должность ведущего помощника главного тренера.